# أندرو وايت (ملحن)
أندرو وايت (بالإنجليزية: Andrew White)‏ هو عازف جاز وملحن أمريكي، ولد في 6 سبتمبر 1942 في واشنطن العاصمة في الولايات المتحدة.

## وصلات خارجية
- أندرو وايت على موقع ميوزك برينز (الإنجليزية)
- أندرو وايت على موقع أول ميوزيك (الإنجليزية)